# Sarzeh Khārūk
Sarzeh Khārūk (persiska: سَرزِه بالا, سَرزِه, سرزه خاروگ, Sarzeh Bālā) är en ort i Iran.   Den ligger i provinsen Hormozgan, i den sydöstra delen av landet, 1 100 km sydost om huvudstaden Teheran. Sarzeh Khārūk ligger 154 meter över havet och antalet invånare är 903.
Terrängen runt Sarzeh Khārūk är kuperad österut, men västerut är den platt. Runt Sarzeh Khārūk är det ganska glesbefolkat, med 38 invånare per kvadratkilometer. Sarzeh Khārūk är det största samhället i trakten. Omgivningarna runt Sarzeh Khārūk är i huvudsak ett öppet busklandskap.